# Lijst van voetbalinterlands Cyprus - Israël
Deze lijst van voetbalinterlands is een overzicht van alle officiële voetbalwedstrijden tussen de nationale teams van Cyprus en Israël. De landen hebben tot op heden zeventien keer tegen elkaar gespeeld. De eerste ontmoeting was een vriendschappelijke wedstrijd in Tel Aviv op 30 juli 1949. Dit was tevens de allereerste interland van het Cypriotisch voetbalelftal. Het laatste duel, eveneens een vriendschappelijke wedstrijd, vond plaats op 20 november 2022 in Petach Tikwa.

## Wedstrijden
| №  | Plaats       | Datum            | Competitie           | Wedstrijd       | Uitslag |
| -- | ------------ | ---------------- | -------------------- | --------------- | ------- |
| 1  | Tel Aviv     | 30 juli 1949     | Vriendschappelijk    | Israël − Cyprus | 3 − 1   |
| 2  | Nicosia      | 13 november 1960 | WK 1962 kwalificatie | Cyprus − Israël | 1 − 1   |
| 3  | Ramat Gan    | 27 november 1960 | WK 1962 kwalificatie | Israël − Cyprus | 6 − 1   |
| 4  | Bat Yam      | 3 maart 1992     | Vriendschappelijk    | Israël − Cyprus | 2 − 1   |
| 5  | Limasol      | 5 oktober 1993   | Vriendschappelijk    | Cyprus − Israël | 2 − 2   |
| 6  | Jeruzalem    | 29 november 1994 | Vriendschappelijk    | Israël − Cyprus | 4 − 3   |
| 7  | Limasol      | 10 november 1996 | WK 1998 kwalificatie | Cyprus − Israël | 2 − 0   |
| 8  | Ramat Gan    | 30 april 1997    | WK 1998 kwalificatie | Israël − Cyprus | 2 − 0   |
| 9  | Ramat Gan    | 28 maart 1999    | EK 2000 kwalificatie | Israël − Cyprus | 3 − 0   |
| 10 | Limasol      | 5 september 1999 | EK 2000 kwalificatie | Cyprus − Israël | 3 − 2   |
| 11 | Limasol      | 29 maart 2002    | EK 2004 kwalificatie | Cyprus − Israël | 1 − 1   |
| 12 | Palermo      | 30 april 2003    | EK 2004 kwalificatie | Israël − Cyprus | 2 − 0   |
| 13 | Ramat Gan    | 8 september 2004 | WK 2006 kwalificatie | Israël − Cyprus | 2 − 1   |
| 14 | Nicosia      | 17 november 2004 | WK 2006 kwalificatie | Cyprus − Israël | 1 − 2   |
| 15 | Nicosia      | 10 oktober 2014  | EK 2016 kwalificatie | Cyprus – Israël | 1 – 2   |
| 16 | Jeruzalem    | 10 oktober 2015  | EK 2016 kwalificatie | Israël – Cyprus | 1 – 2   |
| 17 | Petach Tikwa | 20 november 2022 | Vriendschappelijk    | Israël − Cyprus | 2 − 3   |

## Samenvatting
| Competitie        | Totaal gespeeld | Winst Cyprus | Gelijk | Winst Israël | Doelsaldo Cyprus – Israël |
| ----------------- | --------------- | ------------ | ------ | ------------ | ------------------------- |
| WK-kwalificatie   | 6               | 1            | 1      | 4            | 6 − 13                    |
| EK-kwalificatie   | 6               | 2            | 1      | 3            | 7 − 11                    |
| Vriendschappelijk | 5               | 1            | 1      | 3            | 10 − 13                   |
| Totaal            | 17              | 4            | 3      | 10           | 23 − 37                   |

Wedstrijden bepaald door strafschoppen worden, in lijn met de FIFA, als een gelijkspel gerekend.

## Details

### Vijftiende ontmoeting
| EK 2016 kwalificatie (scheidsrechter Daniele Orsato, Nicosia, 10 oktober 2014): |              | |
| Cyprus | 1 – 2        | Israël |
| Konstantinos Makridis 67' | goals        | 38' Omer Damari 45+1' Tal Ben-Haim |
| Pambos Hristodoulou | bondscoach   | Eli Guttman |
| Antonis Georgallidis Marios Antoniadis Giorgos Merkis Dosa Júnior Marios Nikolaou Kostas Haralambidis 46' Vincent Laban Konstantinos Makridis Dimitris Hristofi 46' Haris Kyriakou Andreas Makris 69' | opstellingen | Ofir Marciano Tal Ben-Haim Eyal Meshumar Omri Ben-Harush Eytan Tibi 82' Gil Vermouth Bibras Natkho Eran Zahavi Shiran Yeini 69' Omer Damari 74' Tal Ben-Haim |
| Pieros Sotiriou 46' Marios Stylianou 46' Nektarios Alexandrou 69' | wissels      | 69' Itay Shechter 74' Lior Refaelov 82' Nir Biton |
| Vincent Laban 54' | gele kaarten | 61' Eyal Meshumar 65' Ofir Marciano 74' Tal Ben-Haim 83' Lior Refaelov                                                                                       |
| - Debuut van Ofir Marciano (Ashdod FC) voor Israël. |              | |

### Zestiende ontmoeting
| EK 2016 kwalificatie (scheidsrechter Jorge Sousa, Jeruzalem, 10 oktober 2015):                                                                        |              | |
| Israël | 1 – 2        | Cyprus |
| Nir Bitton 76' | goals        | 58' Dosa Júnior 80' Jason Dimitriou |
| Eli Guttman | bondscoach   | Pambos Hristodoulou |
| Ofir Marciano Tal Ben-Haim Omri Ben Harush 71' Eytan Tibi Eli Dasa 54' Gil Vermouth 65' Beram Kayal Nir Bitton Eran Zahavi Tal Ben-Haim Moanes Dabour | opstellingen | Antonis Georgallidis Marios Antoniadis Dosa Júnior Marios Nikolaou 84' Konstantinos Makridis Vincent Laban 86' Giorgos Efraim Konstantinos Laifis Jason Dimitriou Nestoras Mytidis 46' Andreas Makris |
| Orel Dgani 54' Tomer Hemed 65' Maor Melikson 71' | wissels      | 46' Kostas Haralambidis 84' Giorgos Economidis 86' Giorgos Merkis |
| Nir Bitton 45+1' Tal Ben-Haim 90+3' | gele kaarten | 51' Marios Antoniadis 59' Dosa Júnior |

KOP · A-internationals · Bondscoaches · Statistieken · Cypriotisch vrouwenelftal · Cyprus U21 · Cyprus U20 · Cyprus U19 · Cyprus U18 · Cyprus U17 · Cyprus U16
1960 – 1969 · 
1970 – 1979 · 
1980 – 1989 · 
1990 – 1999 · 
2000 – 2009 · 
2010 – 2019 ·
2020 − 2029
1960 · 
1961 · 
1962 · 
1963 · 
1964 · 
1965 · 
1966 · 
1967 · 
1968 · 
1969 · 
1970 · 
1971 · 
1972 · 
1973 · 
1974 · 
1975 · 
1976 · 
1977 · 
1978 · 
1979 · 
1980 · 
1981 · 
1982 · 
1983 · 
1984 · 
1985 · 
1986 · 
1987 · 
1988 · 
1989 · 
1990 · 
1991 · 
1992 · 
1993 · 
1994 · 
1995 · 
1996 · 
1997 · 
1998 · 
1999 · 
2000 · 
2001 · 
2002 · 
2003 · 
2004 · 
2005 · 
2006 · 
2007 · 
2008 · 
2009 · 
2010 · 
2011 · 
2012 · 
2013 ·
2014 ·
2015 ·
2016 ·
2017 ·
2018 ·
2019 ·
2020 ·
2021 ·
2022
Albanië ·
Andorra ·
Armenië ·
Azerbeidzjan ·
België ·
Bosnië en Herzegovina ·
Bulgarije ·
Canada ·
Denemarken ·
Duitsland ·
Engeland ·
Estland ·
Faeröer ·
Finland ·
Frankrijk ·
Georgië ·
Gibraltar · 
Griekenland ·
Hongarije ·
Ierland ·
IJsland ·
Irak ·
Iran ·
Israël ·
Italië ·
Japan ·
Joegoslavië ·
Jordanië ·
Kazachstan ·
Koeweit ·
Kosovo ·
Kroatië ·
Letland ·
Libanon ·
Litouwen ·
Luxemburg ·
Malta ·
Moldavië ·
Montenegro ·
Nederland ·
Noord-Ierland ·
Noord-Macedonië ·
Noorwegen ·
Oekraïne ·
Oostenrijk ·
Polen ·
Portugal ·
Roemenië ·
Rusland ·
San Marino ·
Saoedi-Arabië ·
Schotland ·
Servië ·
Slovenië ·
Slowakije ·
Sovjet-Unie ·
Spanje ·
Syrië ·
Tsjechië ·
Tsjecho-Slowakije ·
Wales ·
Wit-Rusland ·
Zweden ·
Zwitserland
IFA · A-internationals · Kwalificatiewedstrijden · Bondscoaches · Statistieken · Israëlisch vrouwenelftal · Olympisch elftal · Israël U21 · Israël U20 · Israël U19 · Israël U18 · Israël U17 · Israël U16
1934 – 1939 · 
1940 – 1949 · 
1950 – 1959 · 
1960 – 1969 · 
1970 – 1979 · 
1980 – 1989 · 
1990 – 1999 · 
2000 – 2009 · 
2010 – 2019 ·
2020 − 2029
WK 1970
1934 · 
1935–1937 · 
1938 · 
1939 · 
1948 · 
1941–1947 · 
1948 · 
1949 · 
1950 · 
1951–1952 · 
1953 · 
1954 · 
1955 · 
1956 · 
1957 · 
1958 · 
1959 · 
1960 · 
1961 · 
1962 · 
1963 · 
1964 · 
1965 · 
1966 · 
1967 · 
1968 · 
1969 · 
1970 · 
1971 · 
1972 · 
1973 · 
1974 · 
1975 · 
1976 · 
1977 · 
1978 · 
1979 · 
1980 · 
1981 · 
1982 · 
1983 · 
1984 · 
1985 · 
1986 · 
1987 · 
1988 · 
1989 · 
1990 · 
1991 · 
1992 · 
1993 · 
1994 · 
1995 · 
1996 · 
1997 · 
1998 · 
1999 · 
2000 · 
2001 · 
2002 · 
2003 · 
2004 · 
2005 · 
2006 · 
2007 · 
2008 · 
2009 · 
2010 · 
2011 · 
2012 · 
2013 · 
2014 · 
2015 ·
2016 ·
2017 ·
2018 ·
2019 ·
2020 ·
2021 ·
2022 ·
2023
Albanië · 
Andorra ·
Argentinië ·
Armenië ·
Australië ·
Azerbeidzjan ·
België ·
Bosnië en Herzegovina ·
Brazilië ·
Bulgarije ·
Chili ·
Colombia ·
Cyprus ·
Denemarken ·
Duitsland ·
Engeland ·
Estland ·
Ethiopië ·
Faeröer ·
Filipijnen ·
Finland ·
Frankrijk ·
Georgië ·
GOS ·
Griekenland ·
Guatemala ·
Honduras ·
Hongarije ·
Hongkong ·
Ierland ·
IJsland ·
India ·
Iran ·
Italië ·
Ivoorkust ·
Japan ·
Joegoslavië ·
Kosovo ·
Kroatië ·
Letland ·
Liechtenstein ·
Litouwen ·
Luxemburg ·
Maleisië ·
Malta ·
Mexico ·
Moldavië ·
Montenegro ·
Myanmar ·
Nederland ·
Nieuw-Zeeland ·
Noord-Ierland ·
Noord-Macedonië ·
Noorwegen ·
Oekraïne ·
Oezbekistan ·
Oostenrijk ·
Pakistan ·
Polen ·
Portugal ·
Roemenië ·
Rusland ·
San Marino ·
Schotland ·
Servië ·
Singapore ·
Slovenië ·
Slowakije ·
Sovjet-Unie ·
Spanje ·
Taiwan ·
Thailand ·
Tsjechië ·
Turkije ·
Uruguay ·
Verenigde Staten ·
Wales ·
Wit-Rusland ·
Zambia ·
Zuid-Afrika ·
Zuid-Korea ·
Zuid-Vietnam ·
Zweden ·
Zwitserland